# Саскія Кларк
Саскія Кларк  (англ. Saskia Clark, 23 серпня 1979) — британська яхтсменка, олімпійка.

## Виступи на Олімпіадах
| Олімпіада   | Дисципліна | Місце |
| ----------- | ---------- | ----- |
| Пекін 2008  | Клас 470   | 6     |
| Лондон 2012 | Клас 470   | 2     |